# Laurens van der Hem

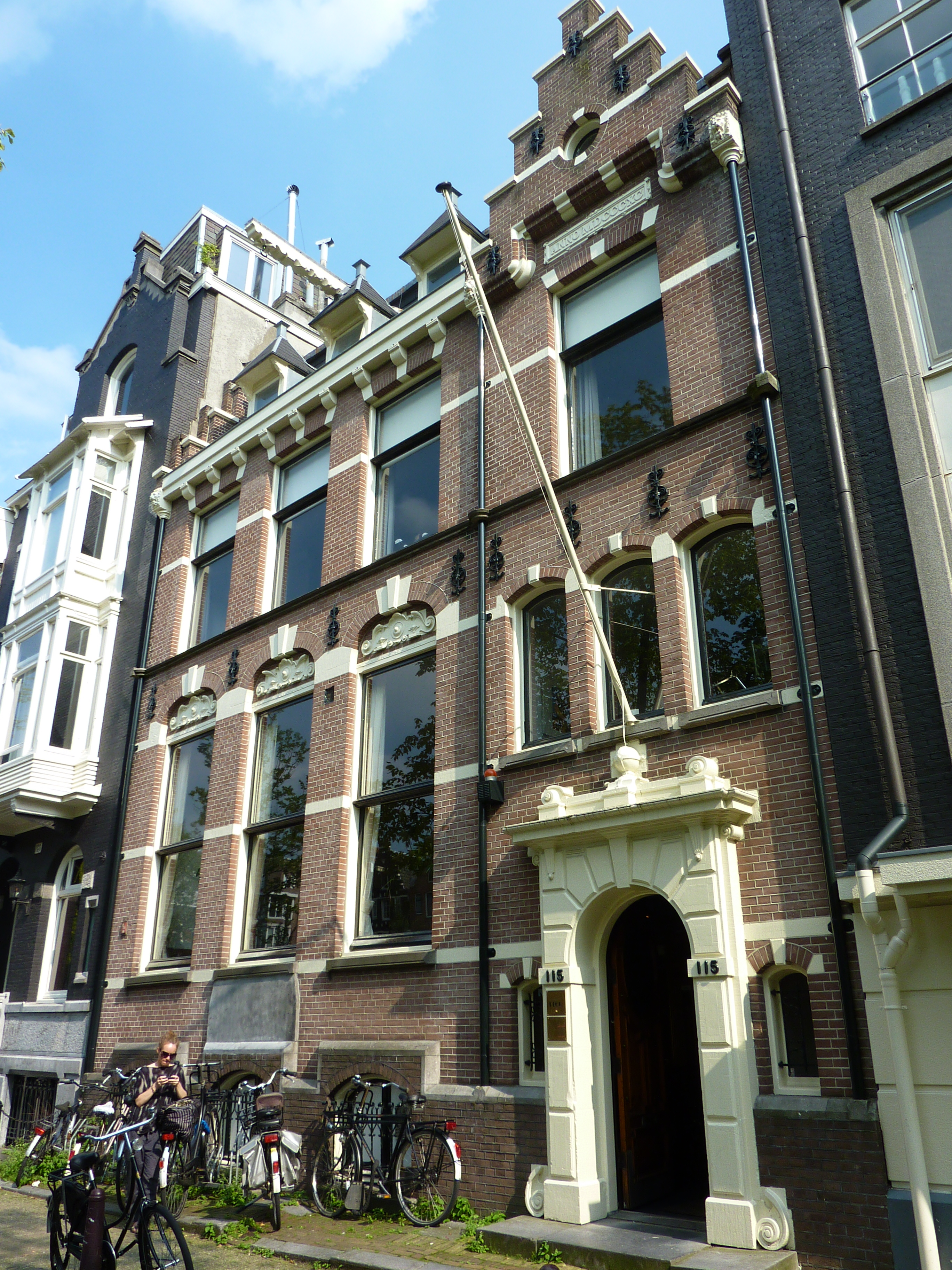
In dem Haus Herengracht 115 – es wurde durch diesen Neubau ersetzt – wohnte und sammelte Van der Hem

Laurens van der Hem (1621–1678) war ein niederländischer Jurist und Sammler von Landkarten und Landschaftsdarstellungen. Er ist vor allem dadurch bekannt, dass er auf sorgfältigste Art eine persönliche Atlassammlung – beruhend auf der Ausgabe des Atlas Maior – zusammenstellte. Dieser Atlas Maior war selbst schon ein Hauptwerk der Kartographie und der Kunst, welches von seinem Zeitgenossen und Freund Joan Blaeu veröffentlicht worden war. Sein später Eugenius Atlas genanntes Sammelwerk befindet sich in Wien und gehört zum UNESCO-Welterbe.

## Biographie
Van der Hem wurde in Amsterdam als der Sohn des Juristen Ysbrand van der Hem und seiner Ehefrau Geertrui Spiegel geboren, die eine Tochter des Dichters Hendrik Laurenszoon Spiegel war. Seine Onkel väterlicherseits waren selbst sehr berühmt. Sein Onkel Herman war ein begabter Entwerfer, Onkel Hendrik war ein Rechtsanwalt mit einer großen Bibliothek und Onkel Arend war von Kaiser Ferdinand II. 1620 geadelt worden und nannte sich Junker Arnold van der Hem, Ritter, Herr von Nedersteyn, Corl und Hilteprant.
Gemäß dem Niederländischen Institut für Kunstgeschichte machte Van der Hem Bildungsreisen nach Italien. Nach seiner Rückkehr heiratete er und ließ sich in der Herengracht 115 nieder, einem Haus in einer vornehmen Wohngegend an einer der drei Hauptgrachten von Amsterdam. Dort sammelte er das Material, das er als Ergänzung für sein persönliches Exemplar des Atlas Maior benötigte. Diese umfangreiche Atlaskollektion ist nun als der Eugenius-Atlas oder der Atlas Blaeu-Van der Hem bekannt. Er ist im Besitz der Österreichischen Nationalbibliothek in Wien.

## Sammlung als Sehenswürdigkeit

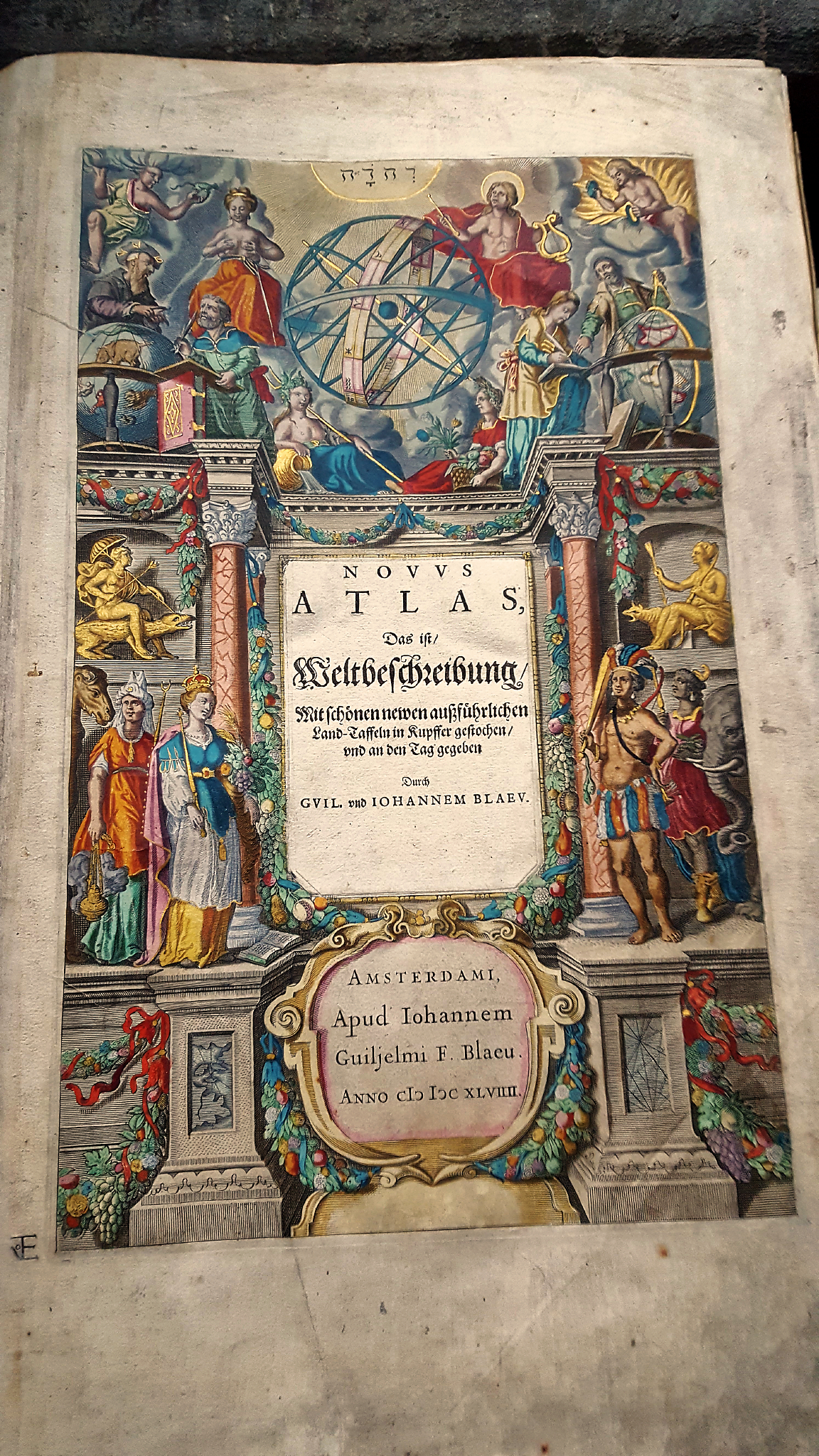
Titelseite des Atlas Maior, der die Basis der Sammlung war

Van der Hems einzigartige Karten- und Kunstsammlung wurde zu seinen Lebzeiten so etwas wie eine Touristenattraktion. Viele berühmte Leute, die Amsterdam besuchten, kamen auch ins Haus von Van de Hem, um die Sammlung zu betrachten. Einer davon war Cosimo III., der Großherzog der Toskana, der 1668 die Herengracht aufsuchte.
Das vielbändige Sammelwerk des Atlasses umfasst die gesamte damals bekannte Erde – Schwerpunkte bilden Europa und die niederländischen Besitzungen und Interessenssphären in Übersee. Grundlage war der elfbändige Atlas Maior (1662) des Joan Blaeu, zu welchem Van der Hem Karten anderer Autoren sowie Ansichten und Handzeichnungen hinzufügte. Der Atlas umfasst neben gedruckten und handschriftlichen Textseiten mit Beschreibungen und Erläuterungen etwa 2400 Tafeln: Karten, Veduten, Pläne, Landschaftsdarstellungen, Genrezeichnungen, Schlachtenszenen, Porträts, Bauwerke, Festlichkeiten, Triumphzüge, Kostümabbildungen. Es handelt sich dabei um Kupferstiche, Zeichnungen (Rötel-, Kohle-, Bleistift- und Federzeichnungen), Aquarelle und Gouachen.

## Eugenius-Atlasin Wien
Nach dem Tod von Van der Hem 1678 erbte seine Ehefrau den Atlas und nach deren Tod zuerst seine Tochter Agatha und dann die andere Tochter Agnes. Nach dem Tod von Agnes 1712 verkaufte sein Enkelsohn ihn 1730 in einer Auktion
an Prinz Eugen von Savoyen, dem Statthalter der Österreichischen Niederlande, für 22.000 Gulden. Nach dem Kauf wurde der Atlas nun Eugenius-Atlas genannt. Prinz Eugen transportierte ihn nach Wien, wo er bis zum heutigen Tage ist. Er ist eines der herausragenden Besitztümer der Sammlungen der Österreichischen Nationalbibliothek. Der Atlas befindet sich heute im Besitz der Österreichischen Nationalbibliothek in Wien und wurde im Jahr 2003 in das Verzeichnis Weltdokumentenerbe in Österreich der UNESCO aufgenommen.
Durch einen Brand 1992 ging dieser Atlas beinahe verloren. Er wurde seitdem Band für Band digitalisiert.  2011 wurde ein Faksimile Projekt zum Atlas abgeschlossen.

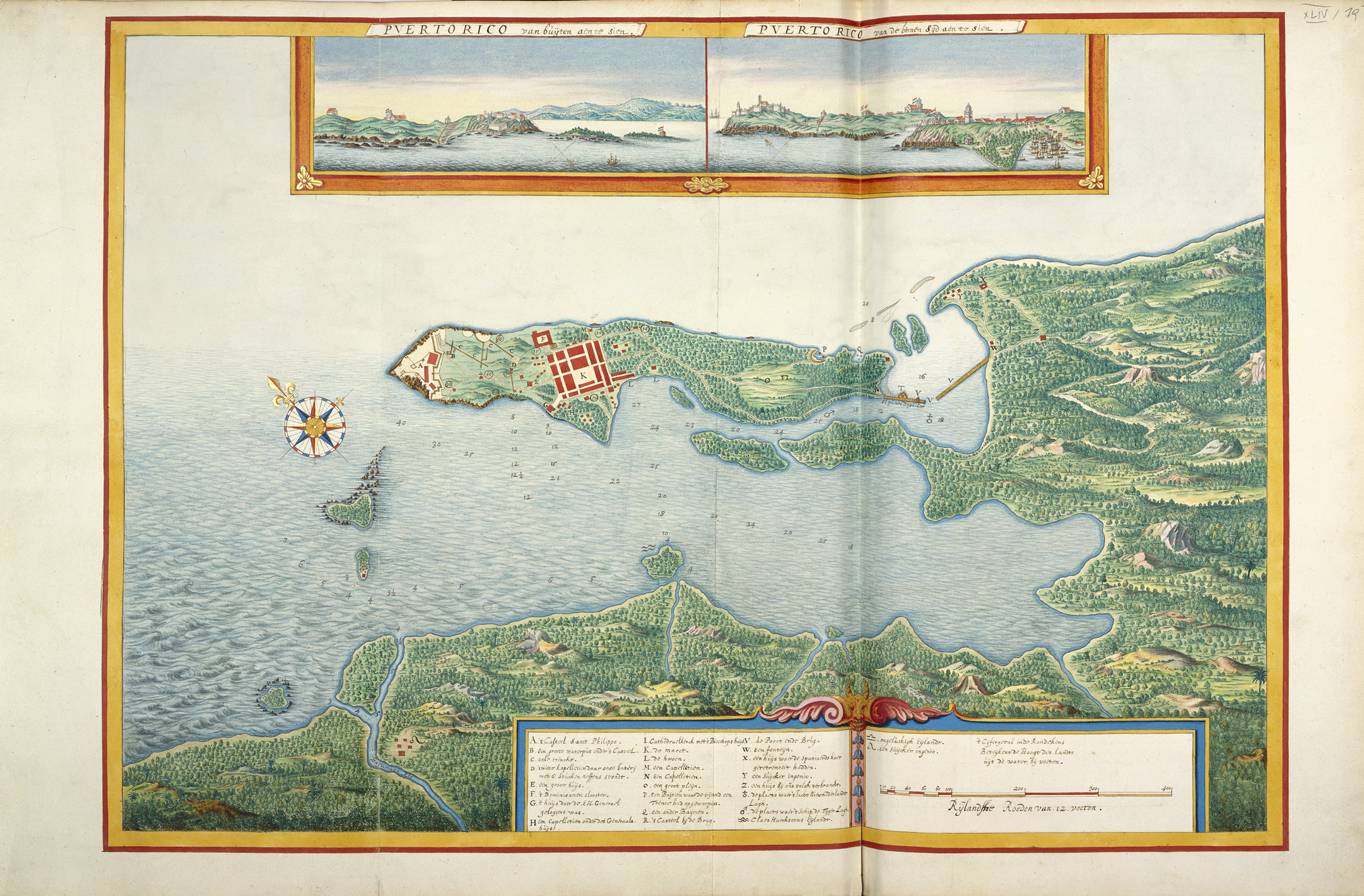
Karte von Puerto Rico
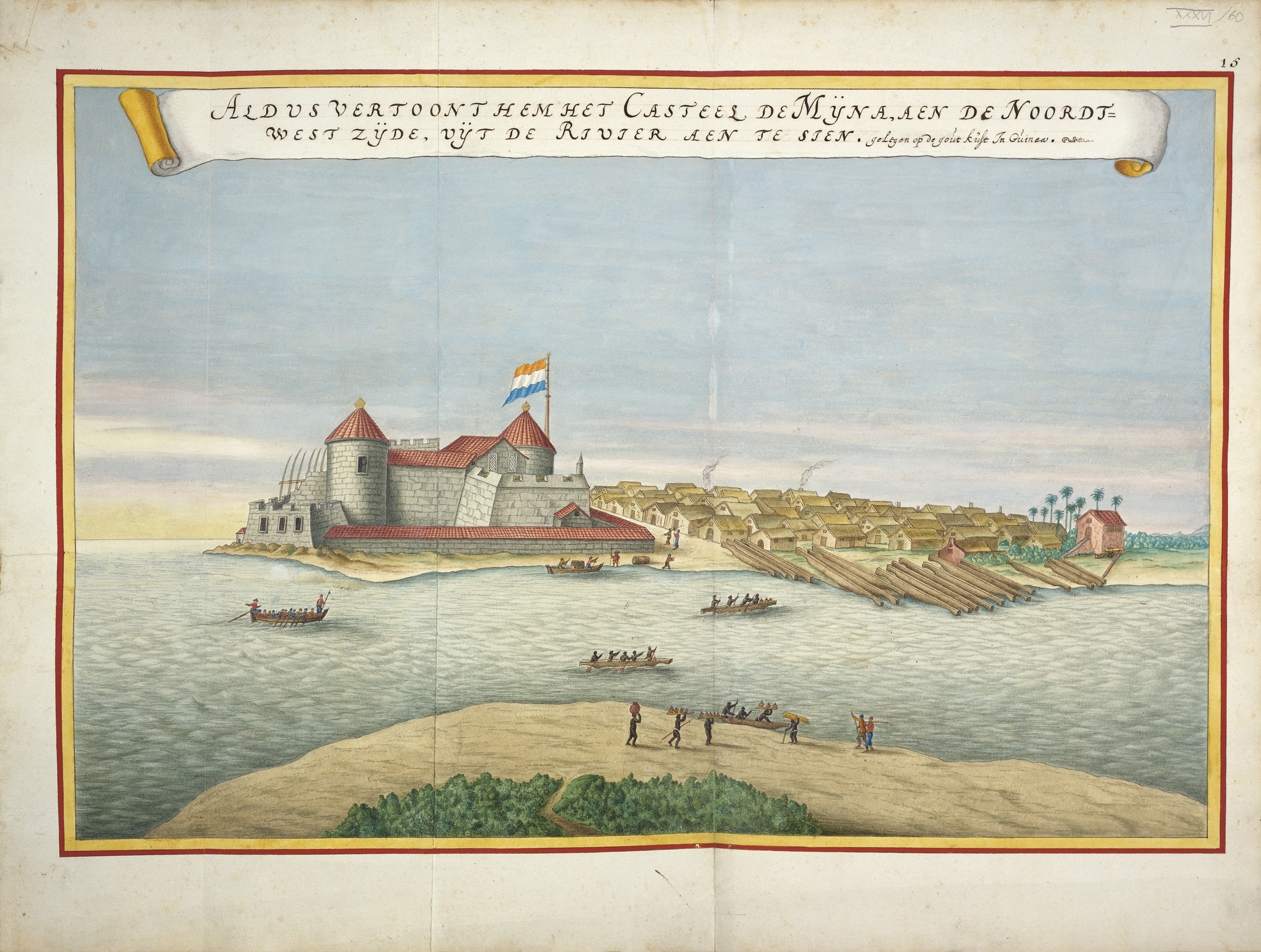
Elmina Castle an der Küste des heutigen Ghana
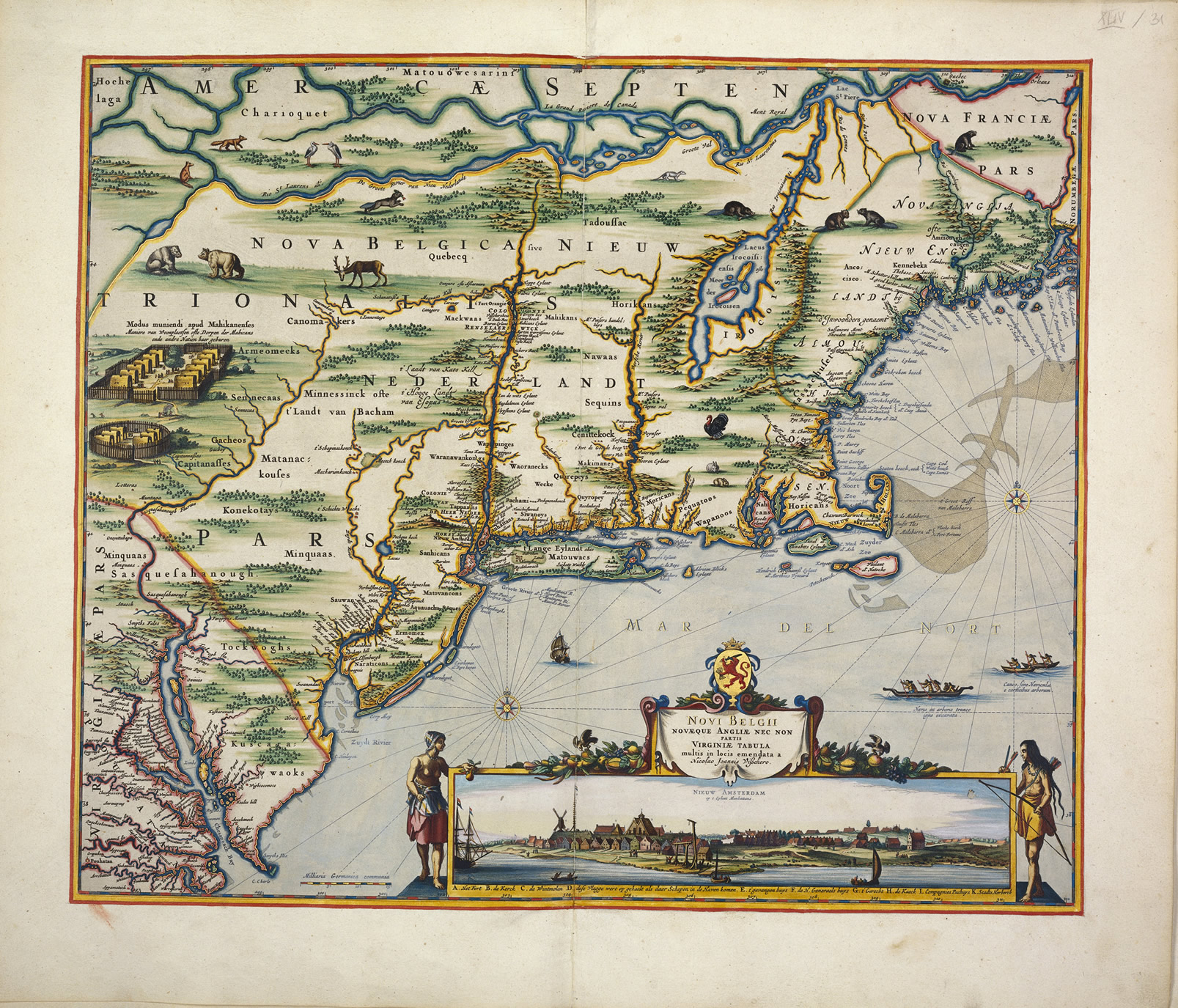
Karte von Neu-Niederlande, mit Neuengland